# غرافيشام (دائرة انتخابية في المملكة المتحدة)
غرافيشام  (بالإنجليزية: Gravesham)‏ هي إحدى الدوائر الانتخابية في المملكة المتحدة الممثلة في مجلس العموم في برلمان المملكة المتحدة.
عضو البرلمان الذي يمثلها حالياً هو :Mr Adam Holloway (Con).